# タブラ (ゲーム)

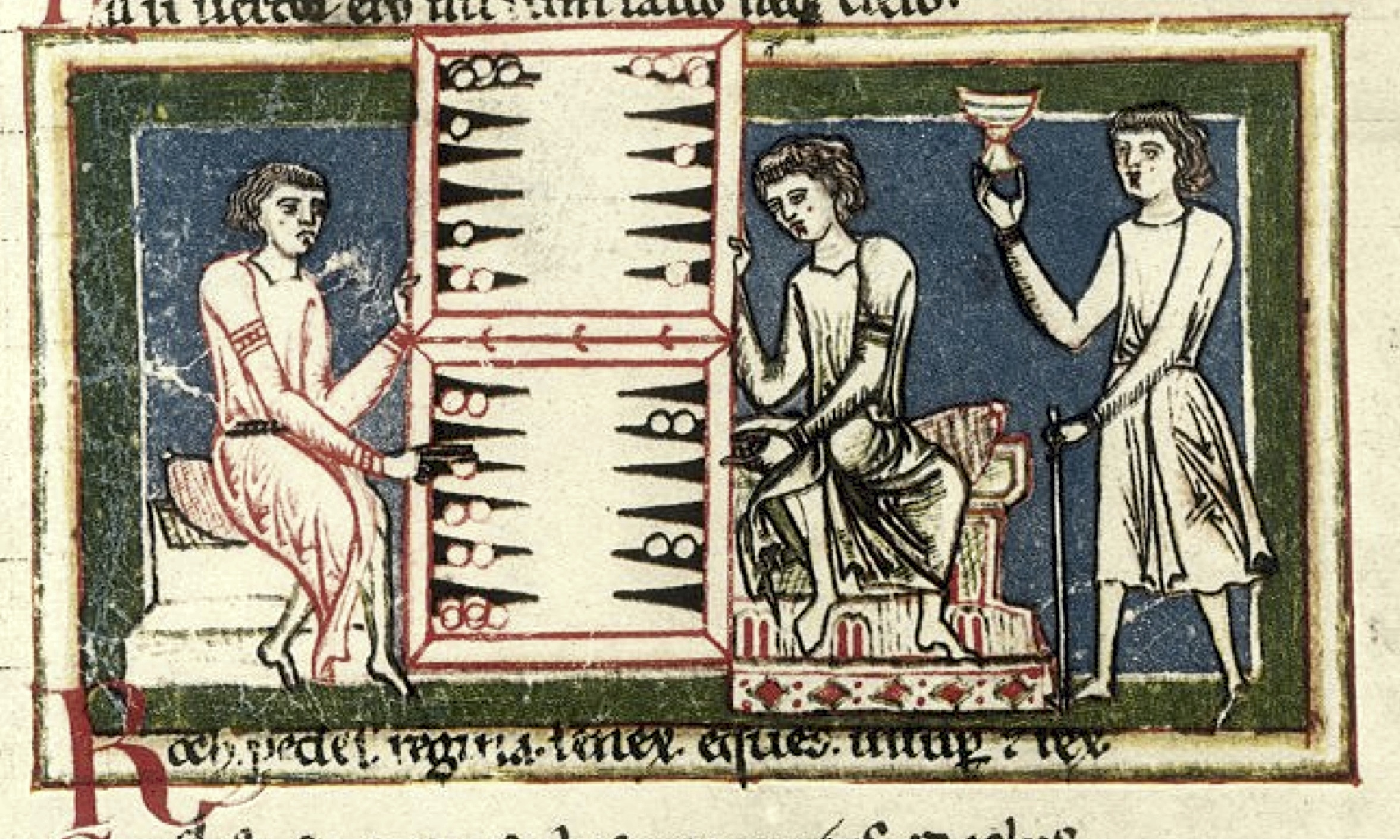
13世紀のカルミナ・ブラーナに記録された、タブラに興ずる人の中世の挿絵

480年に東ローマ帝国皇帝ゼノンが興じたタブラの記録。
、サイコロの目2、5、6はゼノンにとって不運なものでピースが8箇所に分断してしまった。

タブラは、帝政ローマ時代に考案されたボードゲームの一つで、一般にバックギャモンの直接の祖先と考えられている。
タブラに関する最初期の記述は、ミリネのアガティアス（527年-567年）が記した、ビザンティン皇帝ゼノン（476年-481年）が登場する小詩（エピグラム）に見られる。サイコロの目によって優位に立ったり窮地に陥ったりするゲームに興じたという。タブラのルールは、この小詩を基にルイ・ベック・ド＝フキエールにより19世紀に再現された。
タブラはルドゥス・ドゥオデキム・スクリプトルムが洗練され、3列の内中央の列が無くなり外側の2列が残ったものと考えられている。ゲームは現代のバックギャモンのボードとほぼ同じボード上で行う。二人のプレーヤーは、各々15個のピースを持ち、3つのサイコロの目に従い、ピースをボード沿いに反対側へ進める。ボード上に単独で止まったピースを攻撃できるルールが採用された。

## 参照
1. ↑  Robert Charles Bell, Board and table games from many civilizations, Courier Dover Publications, 1979, ISBN 0-486-23855-5, pp. 33-35.
2. 1 2 3 4  Austin, Roland G. "Zeno's Game of τάβλη", The Journal of Hellenic Studies 54:2, 1934. pp 202-205.
3. 1 2 3  Austin, Roland G. "Roman Board Games. II", Greece & Rome 4:11, February 1935. pp 76-82.